# Jasielnik
Jasielnik (886 m) – szczyt w Beskidzie Sądeckim, na południowej stronie Pasma Radziejowej. Znajduje się w bocznym grzbiecie tego pasma, odchodzącym od Małego Rogacza (1182 m) w południowym kierunku. Poniżej Ruskiego Wierchu (933 m) grzbiet ten rozgałęzia się. Orograficznie lewe ramię opada dalej w południowym kierunku poprzez Jasielnik i Flader (871 m) do doliny Białej Wody. Wschodnie stoki Jasielnika opadają do doliny Białej Wody, która opływa ten grzbiet z dwóch stron, stoki zachodnie do doliny potoku Pod Jasielnik.
Jasielnik jest w większości porośnięty lasem. Duża polana znajduje się jeszcze po północnej stronie jego szczytu, pod Ruskim Wierchem. Są to pozostałości dawnych pół uprawnych nieistniejącej już miejscowości Czarna Woda. Obecnie Jasielnik znajduje się w obrębie miejscowości Jaworki w województwie małopolskim, w powiecie nowotarskim, w gminie miejsko-wiejskiej Szczawnica. Przed II wojną światową były to tereny zamieszkałe przez Łemków. W 1947 jej mieszkańcy zostali wysiedleni w ramach Akcji Wisła.

## Szlak turystyczny
Przez Jasielnik prowadzi szlak turystyki pieszej i konnej.
  – czerwony z Jaworek przez dolinę Białej Wody, obok Bazaltowej Skałki, przez Ruski Wierch na Przełęcz Gromadzką 2:40 h, ↓ 2:30 h.

## Przypisy

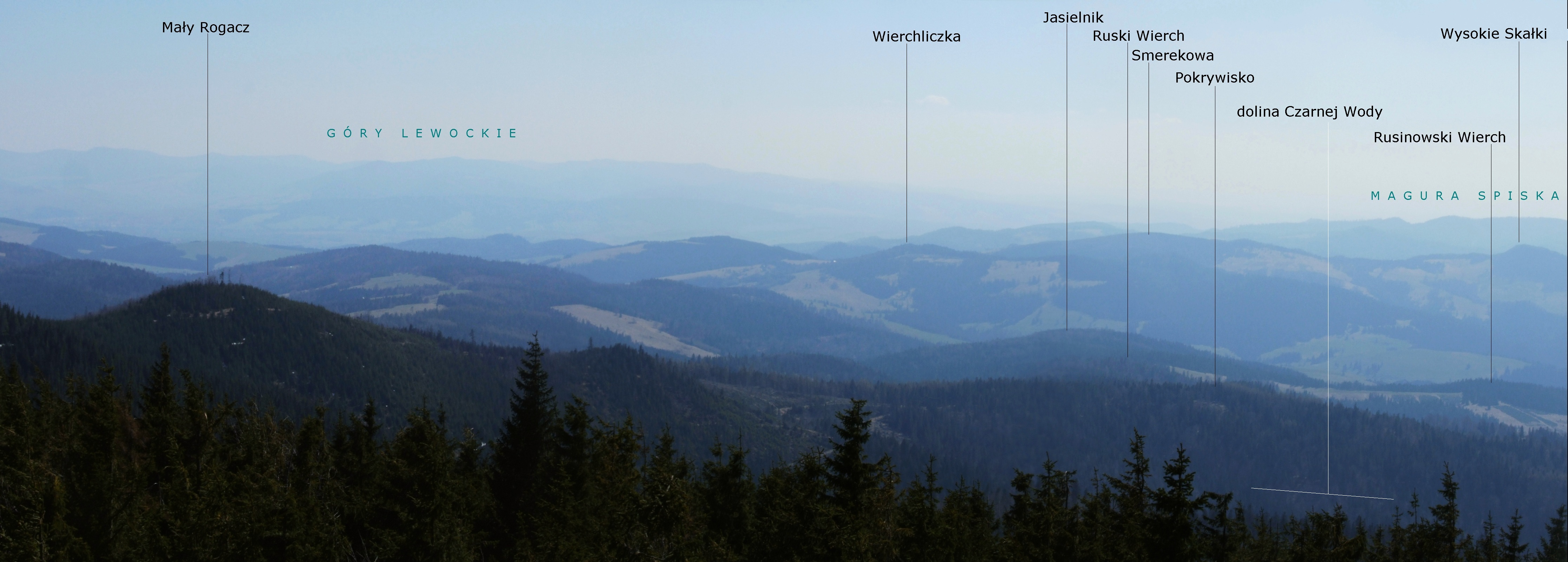
Widok z Radziejowej